# Discocharopa aperta
Discocharopa aperta är en snäckart som först beskrevs av Moellendorff 1888.  Discocharopa aperta ingår i släktet Discocharopa och familjen Charopidae. IUCN kategoriserar arten globalt som livskraftig. Inga underarter finns listade i Catalogue of Life.